# 1574 Meyer
1574 Meyer è un asteroide della fascia principale del diametro medio di circa 58,68 km. Scoperto nel 1949, presenta un'orbita caratterizzata da un semiasse maggiore pari a 3,5370432 UA e da un'eccentricità di 0,0386200, inclinata di 14,51386° rispetto all'eclittica.
L'asteroide è dedicato all'astronomo francese M. Georges Meyer, direttore dell'Osservatorio di Algeri.